# Corpus johannique

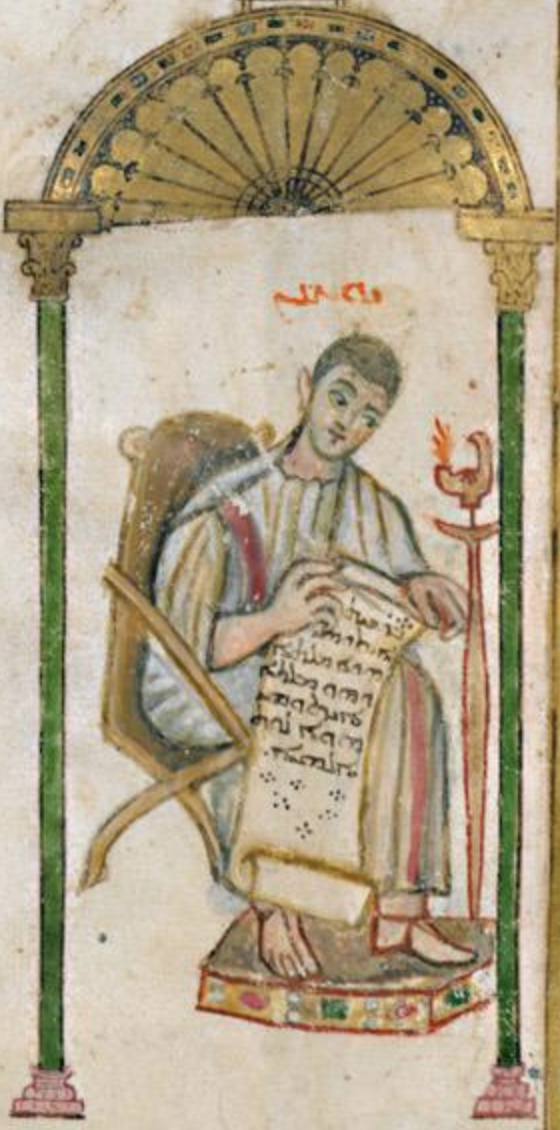
Une interprétation chrétienne syriaque de saint Jean l'Évangéliste, tirée des Évangiles de Rabula, VIe siècle.

Le corpus johannique est un ensemble de cinq textes du Nouveau Testament que la tradition chrétienne a attribués depuis l'antiquité à Jean fils de Zébédée, l'un des principaux disciples de Jésus de Nazareth. Il s'agit de l'évangile selon Jean, des trois lettres de Jean (Première épître de Jean, Deuxième épître de Jean, Troisième épître de Jean), et de l'Apocalypse.
Les historiens actuels rejettent l'attribution à Jean de Zébédée. L'évangile et les lettres appartiennent bien à une même tradition, et auraient été écrits au sein d'une communauté chrétienne particulière, appelée communauté ou école johannique, au tournant du Ier et du IIe siècle. L'Apocalypse présente des similitudes et des divergences avec les quatre autres textes, et sa composition au sein de la même tradition est discutée.
Les historiens essaient de reconstituer à travers ces textes l'histoire de cette communauté johannique.